# Stephen Humphrys
Stephen Peter Humphrys (Oldham, 15 settembre 1997) è un calciatore inglese, attaccante del Barnsley.

## Caratteristiche tecniche
È prima punta rapida e scattante, che sa attaccare bene la profondità e agire nello stretto. Non è eccelso tecnicamente, ma abile nel saltare l'uomo grazie alla sua velocità

## Carriera
Cresciuto nelle giovanili del Fulham, esordisce in prima squadra il 17 dicembre 2016 contro il Derby County, nell'incontro di Championship pareggiato per 2-2, subentrando a Sone Aluko.
Nel 2021 si accasa al Wigan, e nella sessione estiva di calcio mercato del 2022 viene ceduto in prestito agli Hearts. Il 13 ottobre 2022 realizza il suo primo gol con la maglia dei Jumbos, in occasione della sconfitta per 5-1 rimediata contro la Fiorentina in Conference League.

## Statistiche

### Presenze e reti nei club
Statistiche aggiornate al 13 gennaio 2023.
| Stagione               | Squadra                | Campionato             | Campionato | Campionato | Coppe nazionali | Coppe nazionali | Coppe nazionali | Coppe continentali | Coppe continentali | Coppe continentali | Altre coppe | Altre coppe | Altre coppe | Totale | Totale |
| Stagione               | Squadra                | Comp                   | Pres       | Reti       | Comp            | Pres            | Reti            | Comp               | Pres               | Reti               | Comp        | Pres        | Reti        | Pres   | Reti   |
| ---------------------- | ---------------------- | ---------------------- | ---------- | ---------- | --------------- | --------------- | --------------- | ------------------ | ------------------ | ------------------ | ----------- | ----------- | ----------- | ------ | ------ |
| 2016-gen. 2017         | Fulham                 | FLC                    | 2          | 0          | FACup+CdL       | 1+0             | 0+0             | -                  | -                  | -                  | -           | -           | -           | 3      | 0      |
| gen.-giu. 2017         | Shrewsbury Town        | FL1                    | 14         | 2          | FACup+CdL       | 0+0             | 0+0             | -                  | -                  | -                  | -           | -           | -           | 14     | 2      |
| gen.-giu. 2018         | Rochdale               | FL1                    | 16         | 2          | FACup+CdL       | 2+0             | 1+0             | -                  | -                  | -                  | -           | -           | -           | 18     | 3      |
| 2018-gen. 2019         | Scunthorpe Utd         | FL1                    | 16         | 4          | FACup+CdL       | 0+1             | 0+1             | -                  | -                  | -                  | -           | -           | -           | 17     | 5      |
| gen.-giu. 2019         | Southend Utd           | FL1                    | 10         | 5          | FACup+CdL       | 0+0             | 0+0             | -                  | -                  | -                  | -           | -           | -           | 10     | 5      |
| 2019-2020              | Southend Utd           | FL1                    | 21         | 5          | FACup+CdL       | 0+1             | 0+0             | -                  | -                  | -                  | EFL         | 1           | 0           | 23     | 5      |
| set. 2020              | Southend Utd           | FL1                    | 0          | 0          | FACup+CdL       | 0+1             | 0+0             | -                  | -                  | -                  | EFL         | 1           | 0           | 2      | 0      |
| Totale Southend United | Totale Southend United | Totale Southend United | 31         | 10         |                 | 2               | 0               |                    | -                  | -                  |             | 2           | 0           | 35     | 10     |
| 2020-2021              | Rochdale               | FL1                    | 29         | 11         | FACup+CdL       | 0+0             | 0+0             | -                  | -                  | -                  | -           | -           | -           | 29     | 11     |
| Totale Rochdale        | Totale Rochdale        | Totale Rochdale        | 45         | 13         |                 | 2               | 1               |                    | -                  | -                  |             | -           | -           | 47     | 14     |
| 2021-2022              | Wigan                  | FL1                    | 38         | 5          | FACup+CdL       | 4+3             | 0+1             | -                  | -                  | -                  | EFL         | 4           | 1           | 49     | 7      |
| lug. 2022              | Wigan                  | FLC                    | 2          | 0          | FACup+CdL       | 0+1             | 0+0             | -                  | -                  | -                  | -           | -           | -           | 3      | 0      |
| Totale Wigan           | Totale Wigan           | Totale Wigan           | 40         | 5          |                 | 8               | 1               |                    | -                  | -                  |             | 4           | 1           | 52     | 7      |
| 2022-2023              | Hearts                 | SPL                    | 19         | 3          | SC+CdL          | 2+0             | 1+0             | UECL               | 4                  | 1                  | -           | -           | -           | 25     | 5      |
| 2023-2024              | Wigan                  | FL1                    | 7          | 3          | FACup+CdL       | 0+1             | 0+0             | -                  | -                  | -                  | -           | -           | -           | 8      | 3      |
| Totale carriera        | Totale carriera        | Totale carriera        | 174        | 40         |                 | 17              | 4               |                    | 4                  | 1                  |             | 6           | 1           | 201    | 46     |